# إيملي تشانغ
إيملي تشانغ (بالإنجليزية: Emily Chang)‏ هي صحفية أمريكية، ولدت في 11 أغسطس 1980 في هونولولو في الولايات المتحدة.